# 오치촌 (나가노현)
오치촌(会地村)은 나가노현 시모이나군에 있던 촌이다. 현재의 아치촌에 해당한다.

## 역사
- 1875년 2월 18일 - 지쿠마현 이나군 오치촌이 성립하였다.
- 1876년 8월 21일 - 나가노현에 소속되었다.
- 1879년 1월 4일 - 군구정촌편제법 시행에 의해 시모이나군에 소속되었다.
- 1889년 4월 1일 - 정촌제 시행에 의해 마쓰오촌 외 1촌의 구역을 확장해 오치촌이 성립하였다.
- 1956년 9월 30일 - 지사토촌, 고카촌과 합병해 아치촌이 성립하여, 동일 오치촌은 폐지되었다.

## 교통

### 도로
- 국도 제153호선

## 참고문헌
- 角川日本地名大辞典 20 長野県